# Herman Rosse

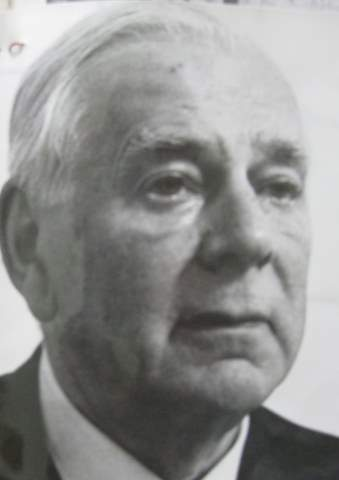
Herman Rosse (um 1960)

Herman Rosse (* 1. Januar 1887 als Hermann Rosse in Den Haag, Niederlande; † 13. April 1965 in Nyack, New York) war ein US-amerikanischer Szenenbildner niederländischer Abstammung, der bei der Oscarverleihung im November 1930 den Oscar für das beste Szenenbild gewann.

## Biografie
Rosses Vater war Deutscher, seine Mutter Niederländerin. In seiner Heimat erhielt Rosse eine architektonische Ausbildung. Im Oktober 1919 übersiedelte er in die USA, mit dem Ziel, sich in Chicago niederzulassen.
Rosse war Anfang der 1930er Jahre für einige Zeit als Szenenbildner und Art Director in der Filmwirtschaft Hollywoods tätig und erhielt für das Szenenbild in Der Jazzkönig (1930) von John Murray Anderson den Oscar in dieser Kategorie.
Weitere Filme, bei denen er als Szenenbildner tätig war, waren East Is West (1930) von Monta Bell, Strictly Dishonorable (1931) von John M. Stahl sowie The Emperor Jones (1933) von Dudley Murphy.

## Filmografie
- 1930: Der Jazzkönig (King of Jazz)
- 1930: East Is West
- 1930: Oriente es Occidente
- 1931: Wo die Wolga fließt … (Resurrection)
- 1931: Strictly Dishonorable
- 1933: Kaiser Jones (The Emperor Jones)
- 1936: Rubber